# 草芝站
草芝站（：／ Choji yeok */?）是首都圈电铁4号线、首都圈電鐵水仁·盆唐線共線區間與首都圈電鐵西海線沿線交會的一座轉乘車站，位於韓國京畿道安山市檀園區草芝洞和元谷洞的邊界，4號線和水仁·盆唐線的韓語副站名是「新安山大學」（신안산대학교）。開通時的站名為工團站（공단역），但因本站與半月國家產業園區實際上有相當距離，於是在2012年更名為草芝站。
廣域鐵道新安山線通車後，本站預計將成為該線與西海線共線區間的沿線車站，並成為四線交會的轉乘大站。

## 車站構造
本站有出口共計5處。

### 4號線／水仁·盆唐線月台
4號線與水仁·盆唐線共用站體，為2面2線側式月台的高架車站，候車月台並設有月台幕門。 

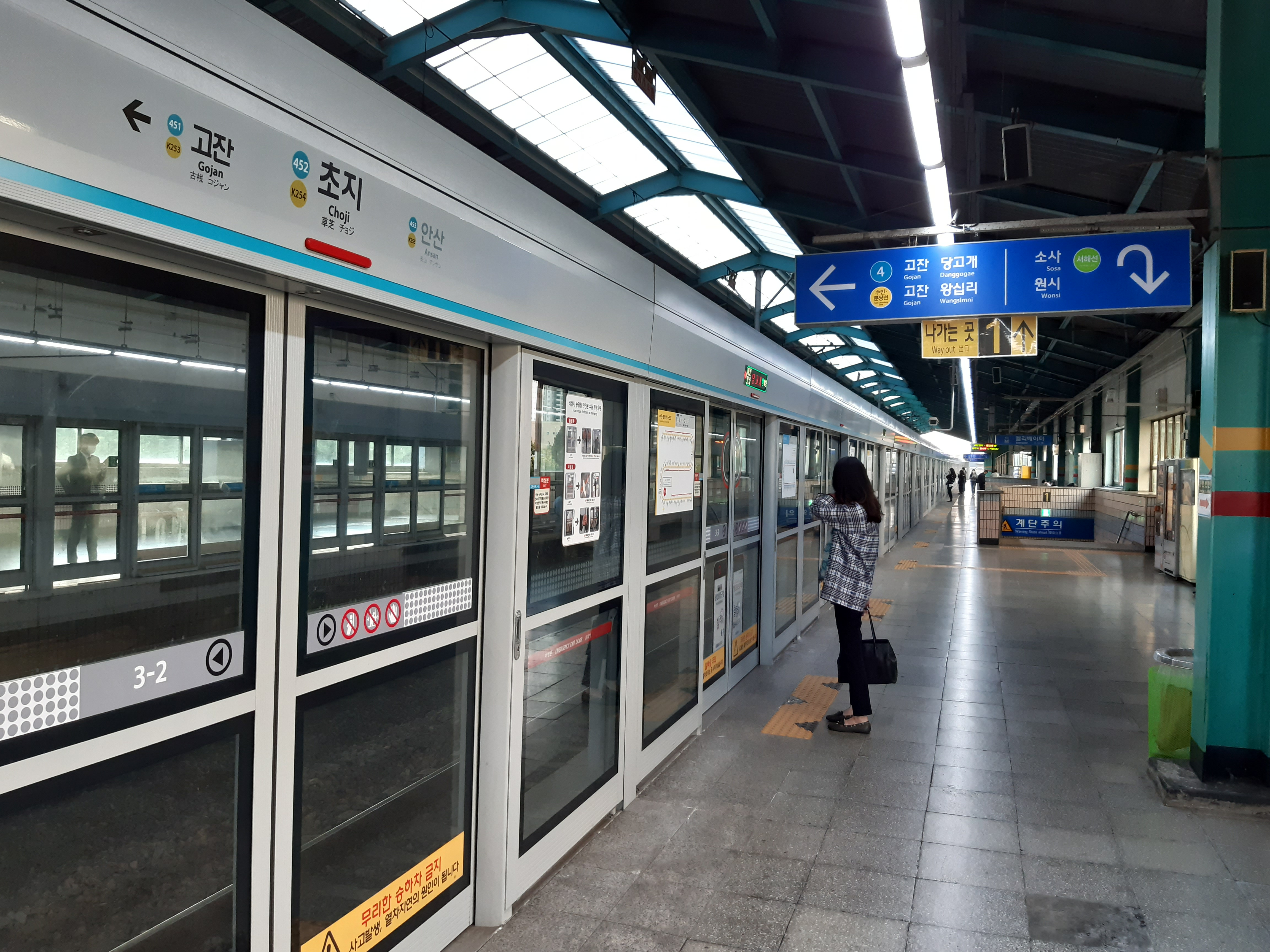
安山線與水仁線候車月台

| ↑ 古棧 |
| \| ２  |
| 安山 ↓ |

| 月台 | 路線                   | 目的地                         |
| ---- | ---------------------- | ------------------------------ |
| 1    | ●首都圈電鐵水仁·盆唐線 | 水原、竹田、往十里、清涼里方向 |
| 1    | ●首都圈电铁4号线       | 舍堂、首爾站、堂嶺方向         |
| 2    | ●首都圈電鐵水仁·盆唐線 | 烏耳島、松島、仁川方向         |
| 2    | ●首都圈电铁4号线       | 安山、正往、烏耳島方向         |

### 西海線月台
站體為2面2線側式月台的地下車站，候車月台設有月台幕門。

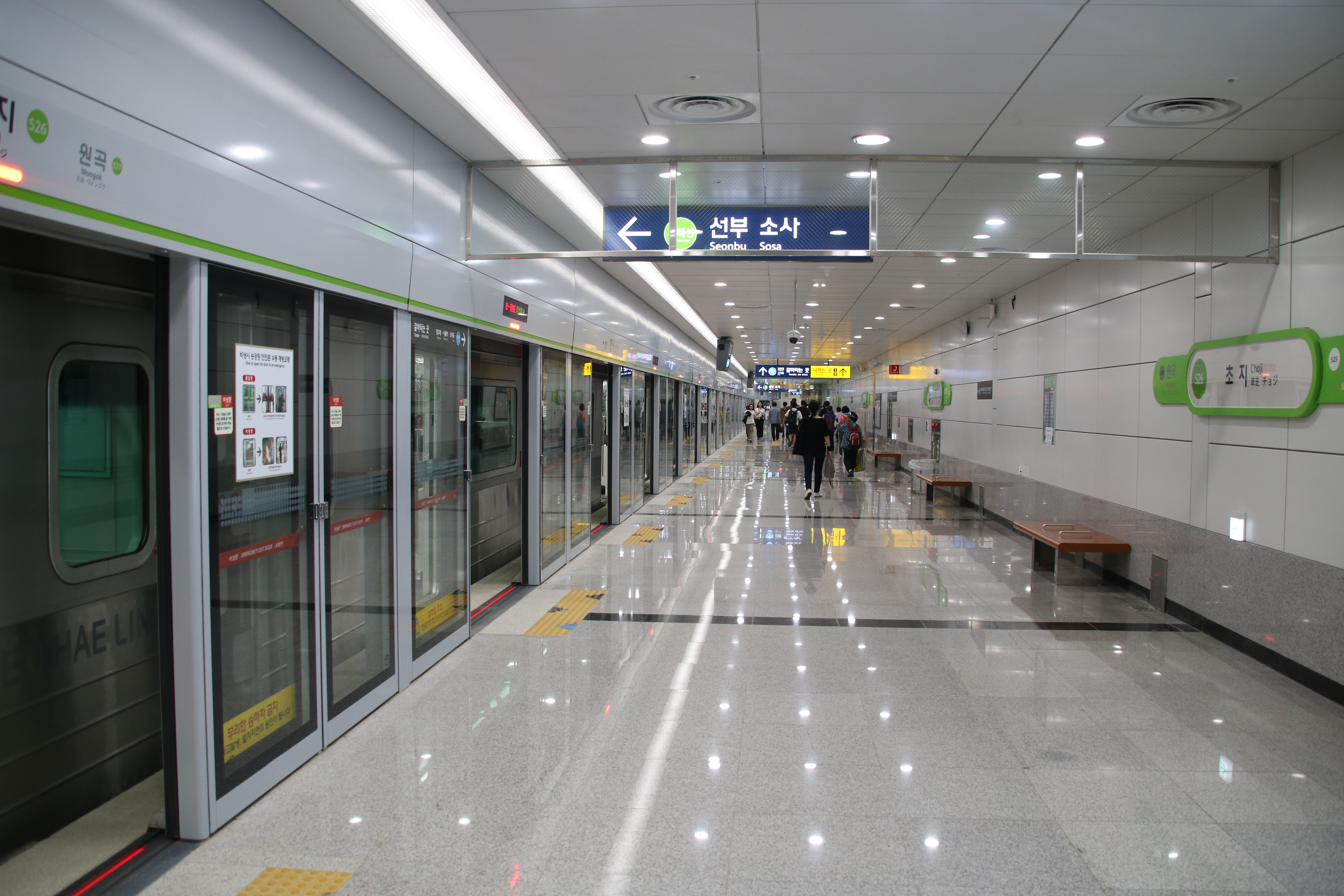
西海線候車月台

| ↑ 仙府 |
| \| ２  |
| 時雨 ↓ |

| 月台 | 路線              | 目的地             |
| ---- | ----------------- | ------------------ |
| 1    | ●首都圈電鐵西海線 | 始興市廳、素砂方向 |
| 2    | ●首都圈電鐵西海線 | 元時方向           |

## 歷史
- 1994年1月10日：工團站（공단역）落成啟用。
- 1994年4月1日：首都圈电铁4号线開始運行。
- 2003年4月30日：安山－京釜運轉系統停止營運，首都圈電鐵1號線不再運行。
- 2012年6月30日：改名為草芝站。
- 2018年6月16日：西海線站體開通。
- 2020年9月12日：首都圈電鐵水仁·盆唐線開通，並與4號線共線。

## 車站周邊
- 新安山大學（朝鲜语：신안산대학교）
- 草芝高校
- 草芝中學
- 檀園區廳
- 半月國家產業園區（朝鲜语：반월국가산업단지）
- 安山市產業支援本部
- 安山資訊產業振興中心
- 中小企業培訓院
- 花郎水庫
- 花郎遊樂園（朝鲜语：화랑유원지）
- 安山市民公園
- 自然公園
- 白雲公園
- 屯內公園
- 仙府第一公園
- 安山青少年修煉院
- 安山市民市場
- 羅城市場
- 元善派出所
- 元谷天主教堂
- 京畿道美術館（朝鲜语：경기도미술관）
- 安山市草芝社會福祉館
- 安山古棧體育場（朝鲜语：안산와스타디움）

## 圖片

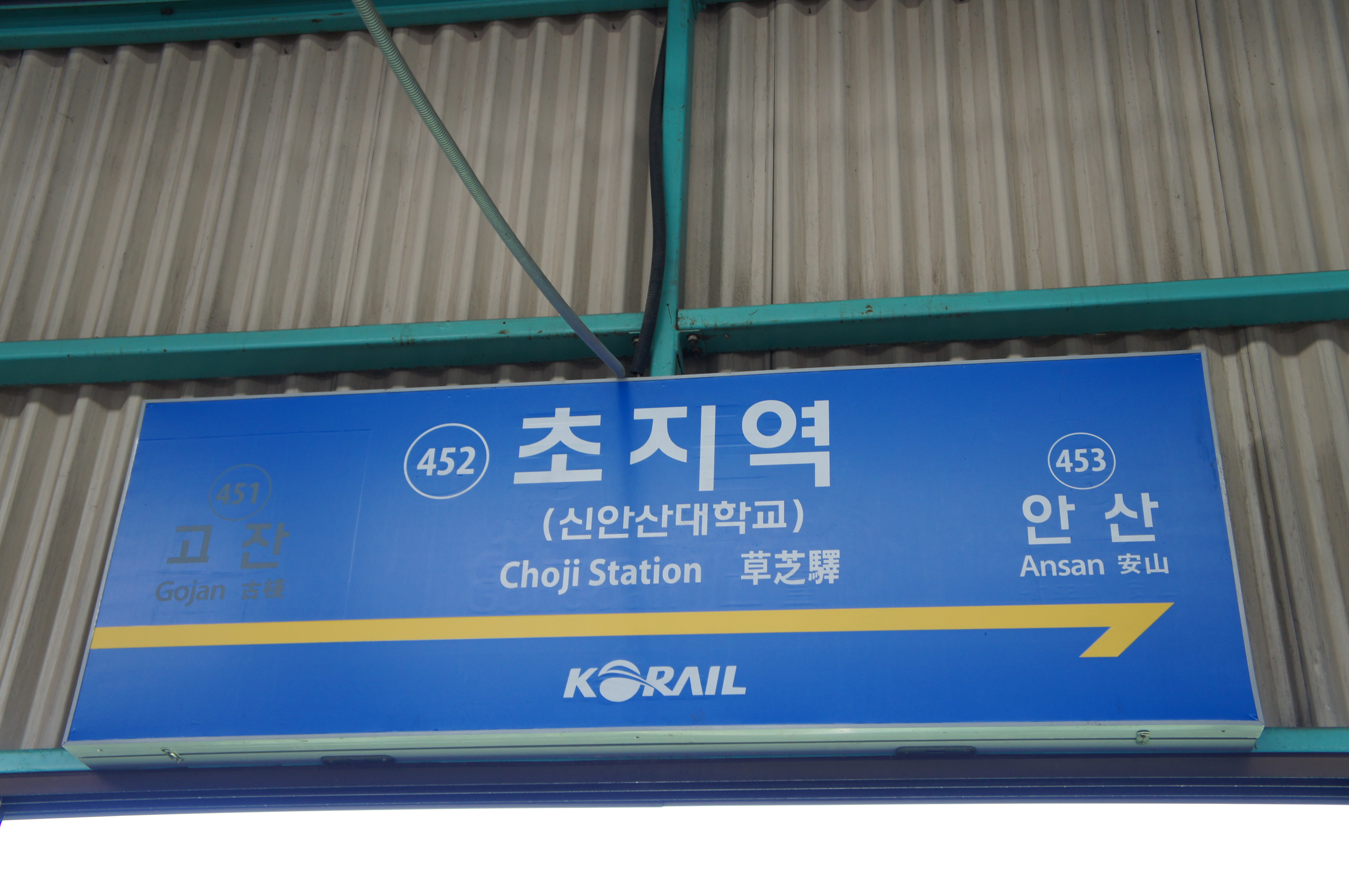
4號線站名牌（舊式）
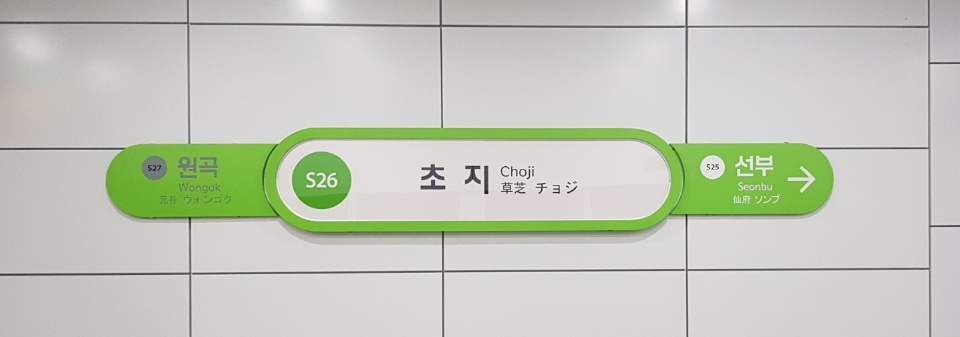
西海線站名牌
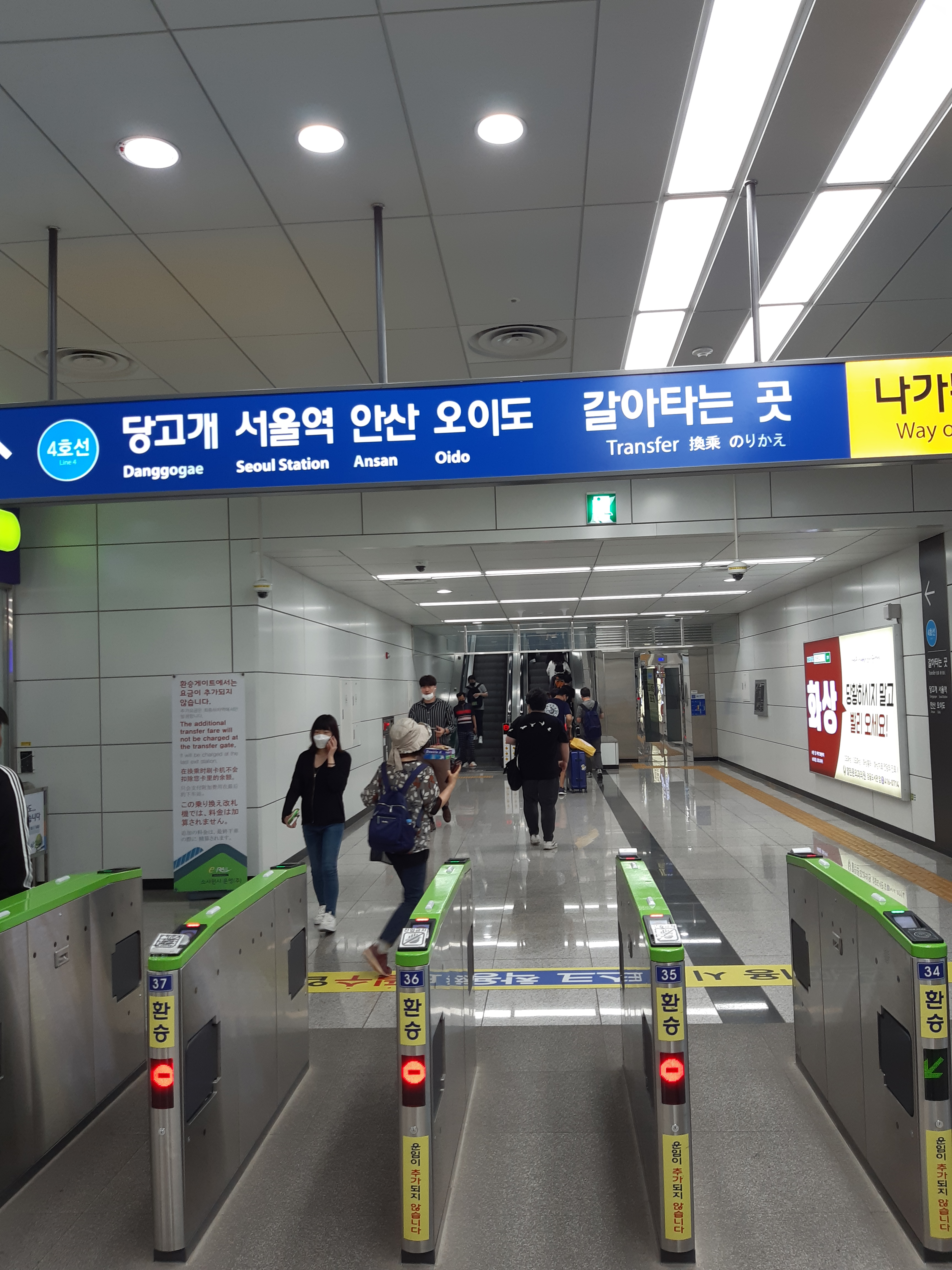
剪票閘口
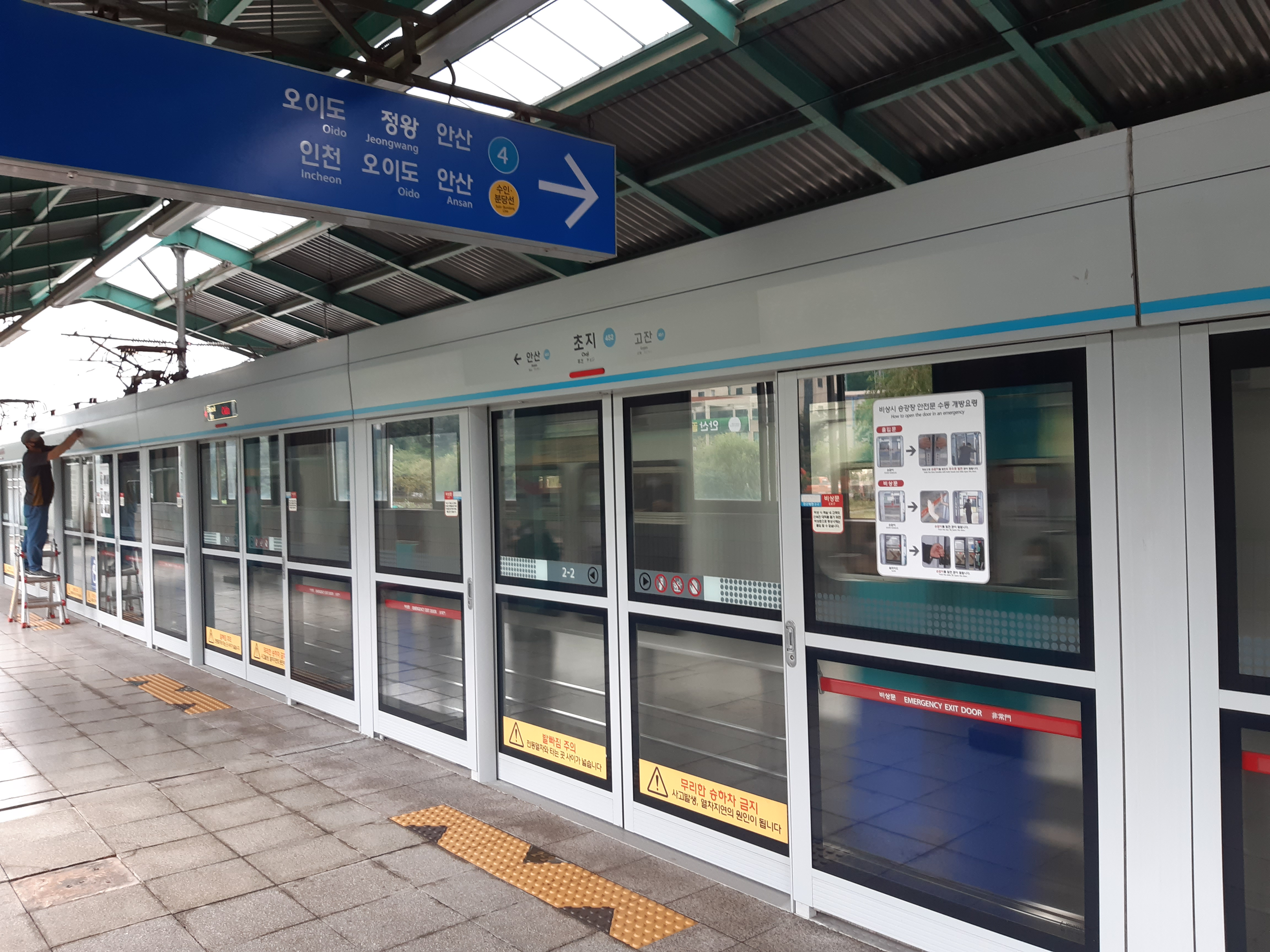
安山線與水仁線的共線月台
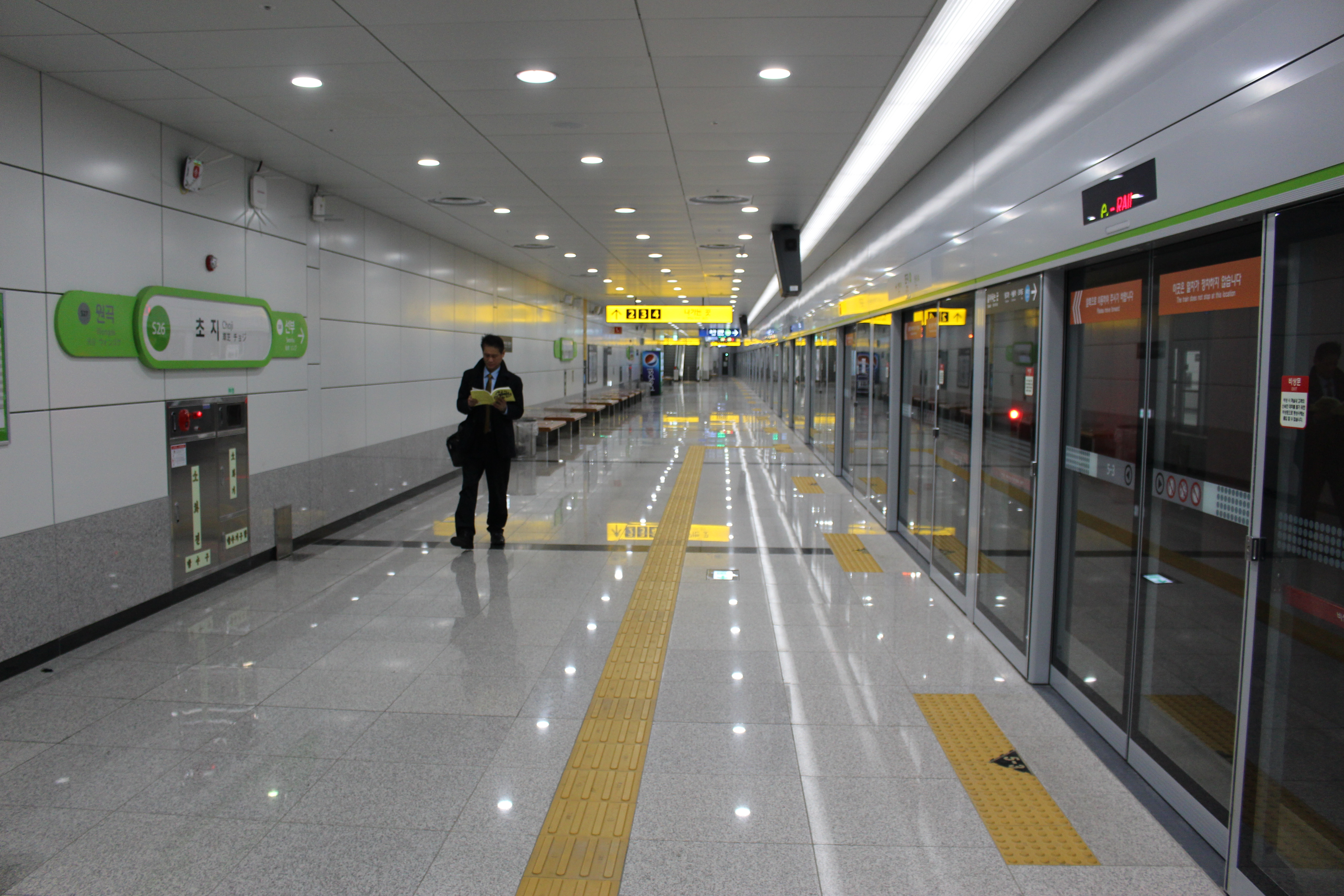
西海線月台
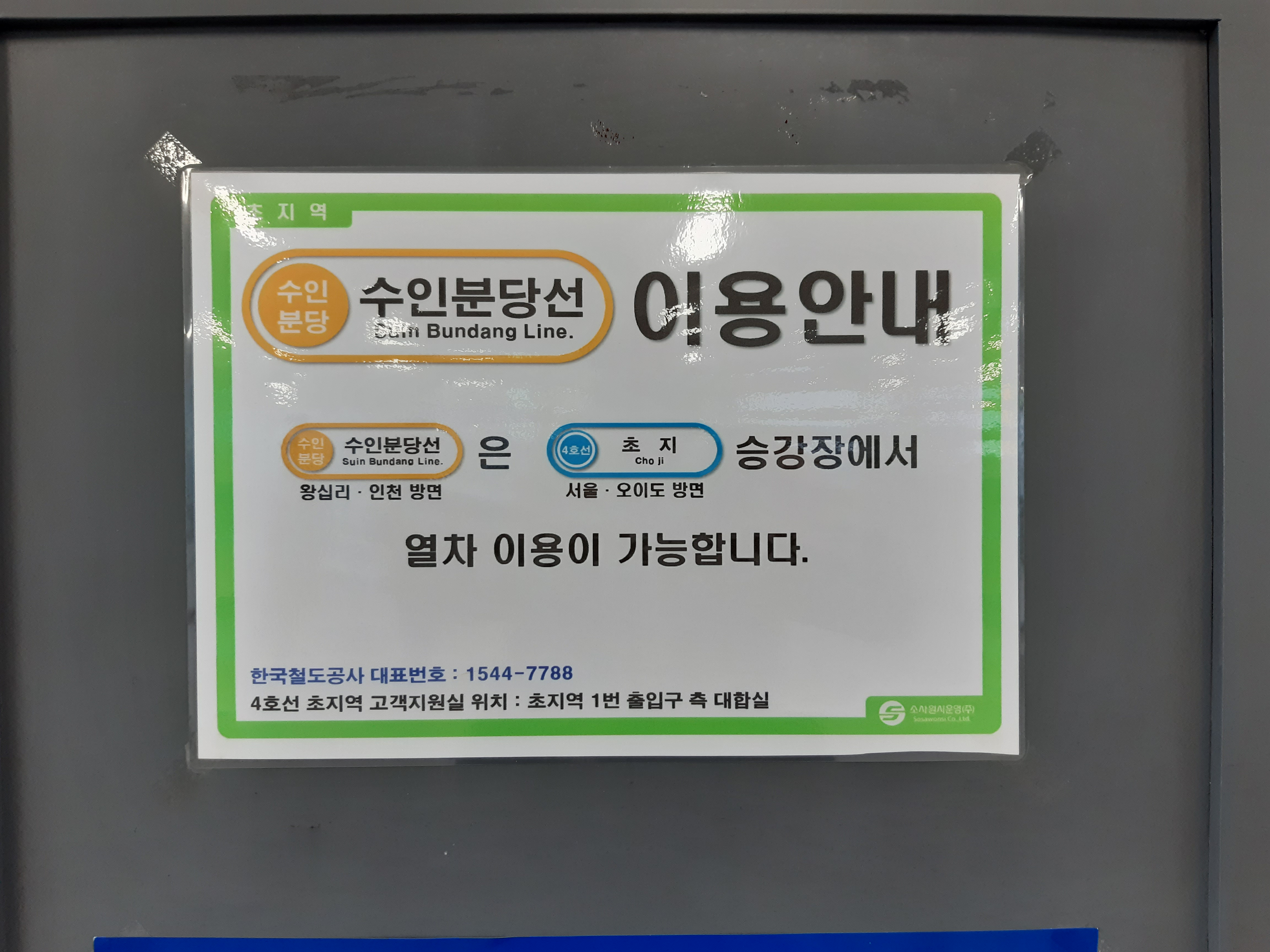
西海線側轉乘告示
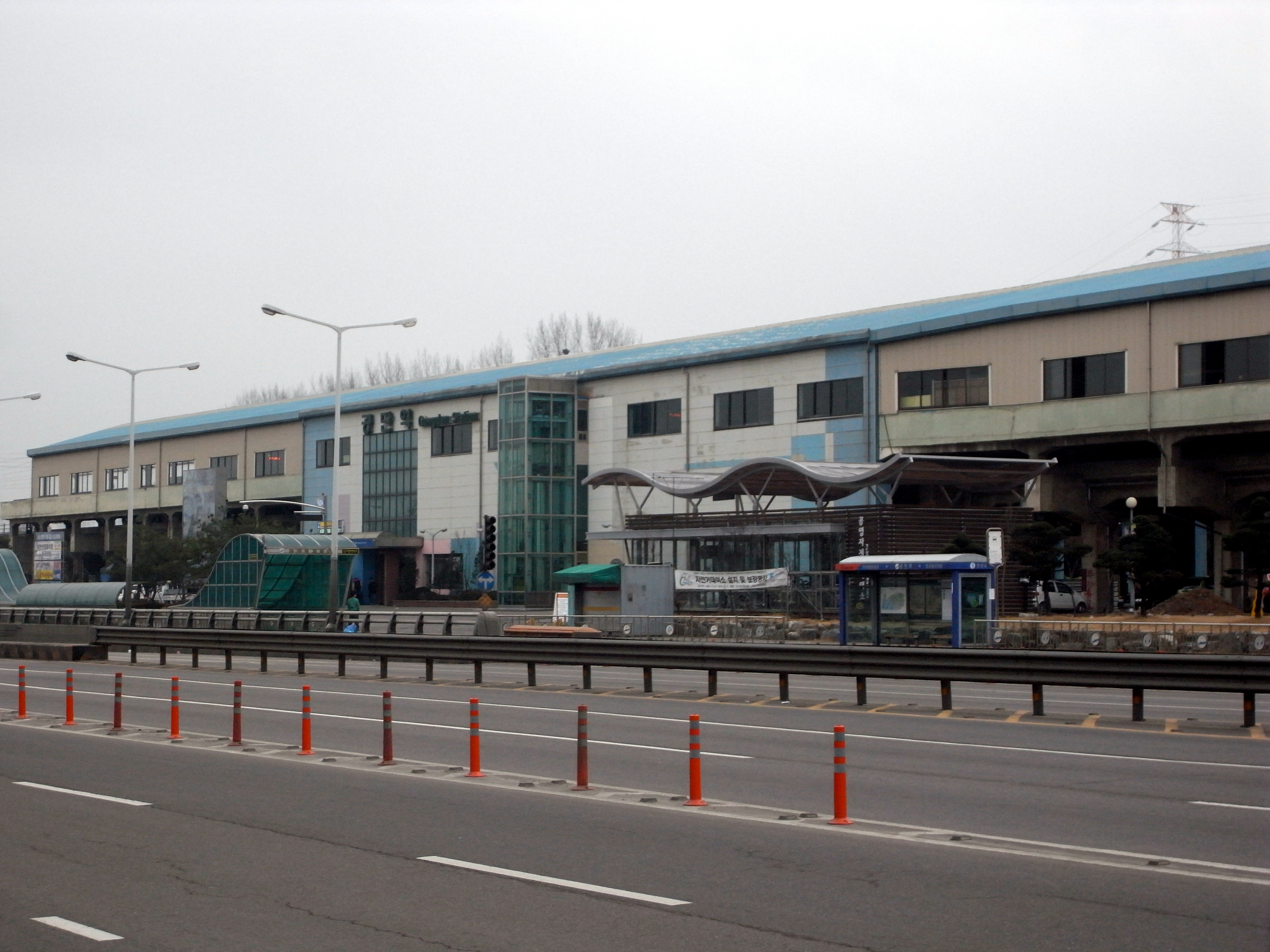
車站建築

## 相鄰車站
韓國鐵道公社
●首都圈电铁4号线
急行
中央（450）－草芝（452）－安山（453）
緩行
古棧（451）－草芝（452）－安山（453）
●首都圈電鐵水仁·盆唐線
古棧（K253）－草芝（K254）－安山（K255）
●首都圈電鐵西海線
仙府（S25）－草芝（S26）－時雨（S27）